# بارتولومئو
بارتولومئو (Bartolomeo) یک نام کوچک مردانه ایتالیایی است که ممکن است به یکی از موارد زیر اشاره داشته باشد:
- بارتولومئو آیمو
- بارتولومئو بن
- گریگوری شانزدهم
- بارتولومئو کریستافوری
- اوربان ششم
- بارتولومئو ویوارینی
- فرا بارتولومئو
- بارتولومئو مانفردی